# 熊盛文
熊盛文（1951年12月—），男，江西樟树人，中华人民共和国政治人物。

## 生平
1979年10月考入中国人民大学计划统计系。1982年12月加入中国共产党，师从胡乃武。毕业时，胡乃武担任其毕业论文导师，并调他到兰州进行《经济发展与环境保护之间数量关系研究》，熊盛文通过一个月调研后提交文章，并经胡乃武举荐到《经济理论与经济管理》进行全文连刊。毕业后到江西省计划委员会工作，由于表现突出，选为江西省计划委员会第三梯队人选。
1995年4月至1998年9月，担任中共江西省委副秘书长、办公厅主任、秘书长。1998年10月，出任中共萍乡市委副书记、代市长。1999年3月，当选萍乡市市长。2000年6月至2004年1月，任江西省劳动保障厅厅长。2004年1月至2005年7月，担任江西省人民政府省长助理、党组成员兼省劳动保障厅厅长。2005年7月至2006年3月，任江西省人民政府省长助理。2006年3月至2012年2月，担任江西省副省长。2012年2月至2015年3月，担任江西省人民政府顾问。2015年退休。